# Beriev Be-200
Beriev Be-200, förkortat Be-200 (ryskaː Бериев Бе-200, Бе-200), är ett 2-motorigt jetdrivet sjöflygplan tillverkat av ryska Beriev. Planet används bland annat till brandbekämpning, räddningstjänst, transport och passagerartrafik. Planet flög för första gången 1998.
Vid brandbekämpning kan flygplanet fyllas med 12 ton/12.000 liter vatten på 14 sekunder via fyra in- och utfällbara skopor som aktiveras vid lågflygning över sjö eller hav. Planet kan även fyllas när det står på marken via slang.

## Bilder

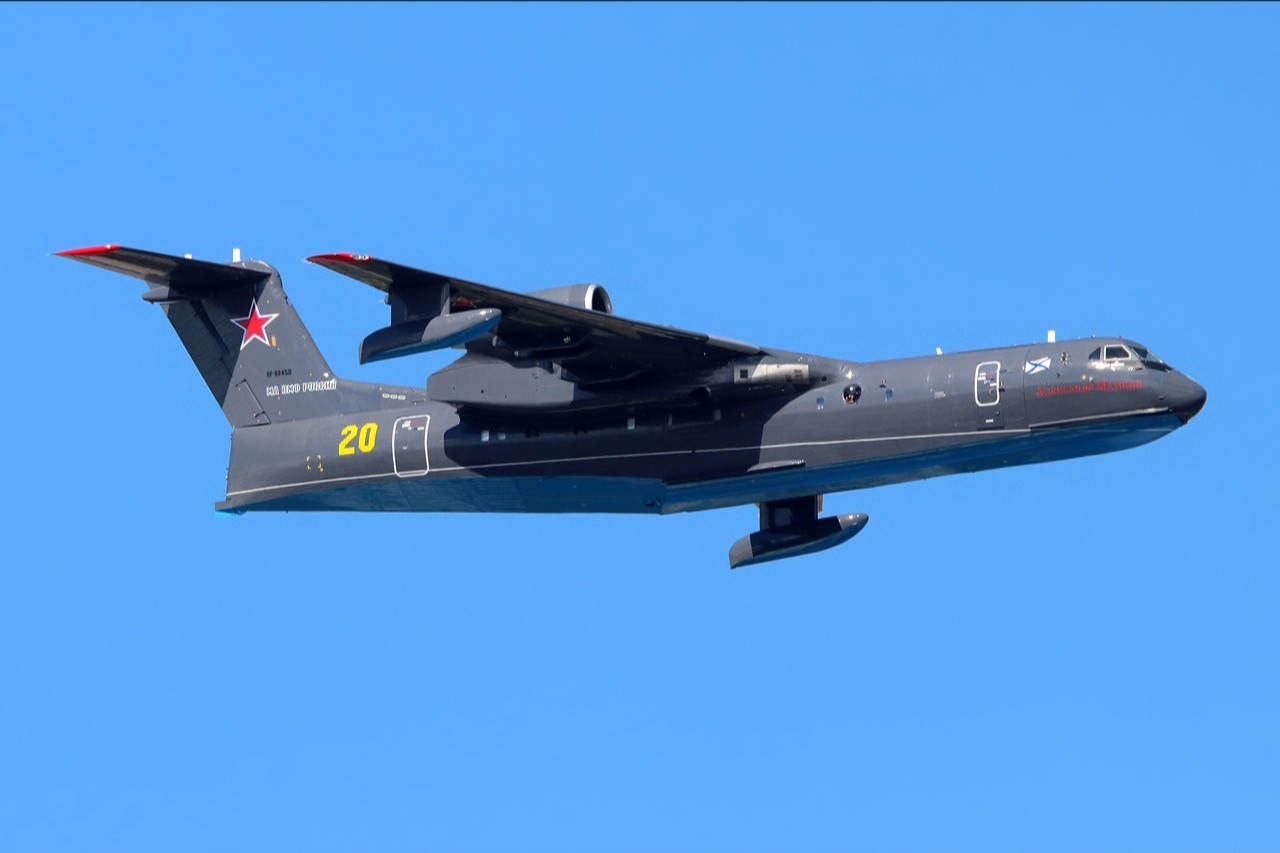
En Be-200 från Rysslands flotta.
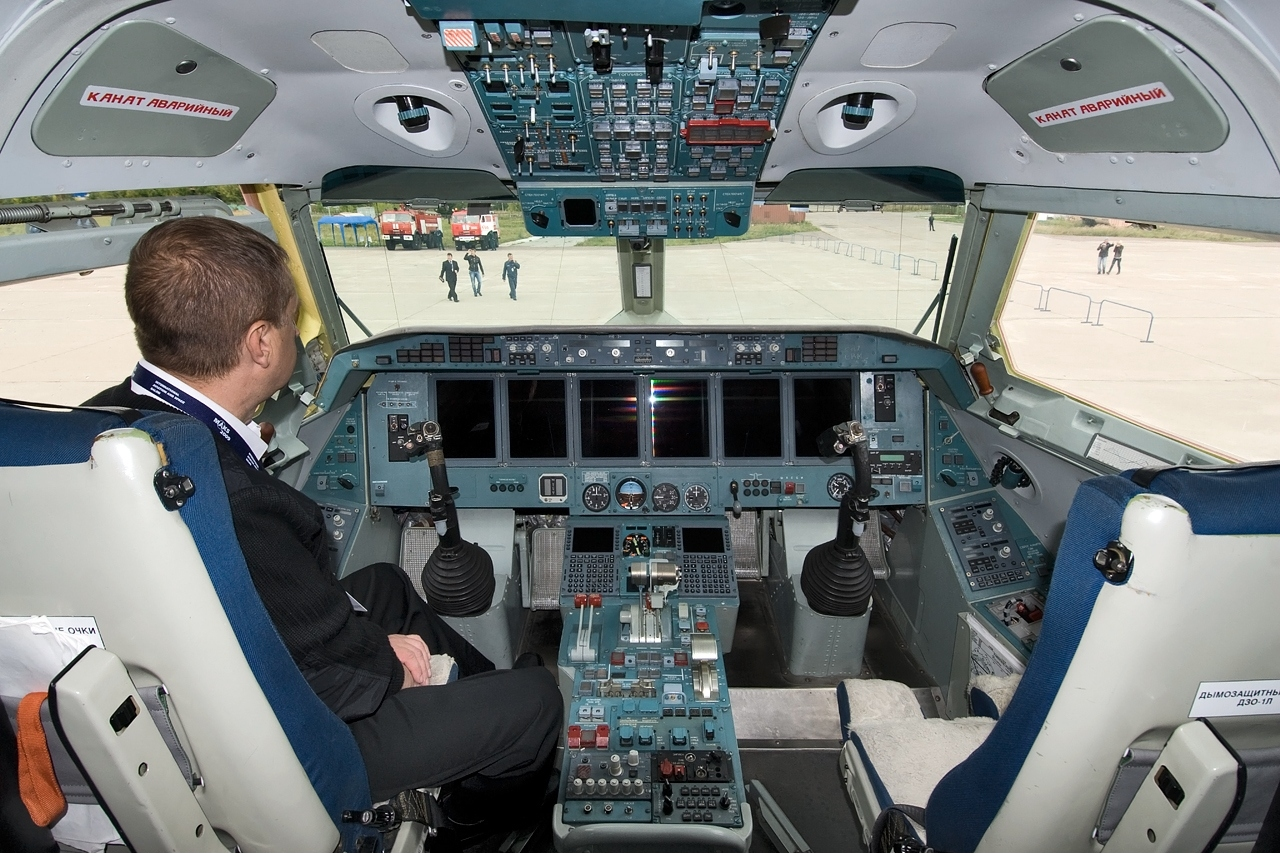
Cockpit av en Be-200.